# Diogo Ferreira
Diogo Ferreira (sinh ngày 5 tháng 10 năm 1989) là một cầu thủ bóng đá người Úc.